# Didín Puig i Grau
Didín Puig i Grau  (Guadassuar, 1927 - Benimodo, 8 de febrero de 2019) fue una periodista, escritora y activista cultural valenciana. En la entidad cultural Lo Rat Penat estudió valenciano con los profesores Enric Valor, Carles Salvador y Sanchis Guarner. Después estudió Periodismo en París, donde vivió el maig del 68, los conflictos sindicales y organizó conciertos de cantautores en el teatro Olympia. A su regreso, dio clases al Colegio de los Padres Jesuitas, donde fue la primera mujer en impartir clases de valenciano en plena época franquista. Allí también fomentó entre el alumnado el amor por la historia y las tradiciones valencianas.
Trabajó para la editorial Gorg y para la distribuidora Molinell en Valencia, así como para la discográfica Edigsa,  que distribuía discos de cantantes en valenciano. Colaboró con el grupo de danzas Alimara y es autora de dos libros. Didín Puig trabajó en el centro territorial de TVE en Valencia (Aitana) -donde ejerció también de asesora musical-, y en Canal 9, donde fue guionista en distintos programas.  
En el ámbito personal, fue amiga del cantante Ovidi Montllor, la compositora Matilde Salvador, la escritora Carmelina Sánchez-Cutillas, la periodista María Luisa del Romero, y del escritor Vicent Andrés Estellés, entre otros.

## Distinciones
Su compromiso cívico y su dedicación en diferentes proyectos culturales la hicieron merecedora de diversos reconocimientos y distinciones:
- Miguelete de Honor 2010, otorgado por la Sociedad Coral El Miguelete, por su contribución, trayectoria y dedicación a la cultura valenciana.
- II Premio de Ayuda a la Igualdad Ascensión Xirivella Marín 2013, otorgado por la Asociación de Mujeres Juristas de Alcira . [3]
- Distinción de la Generalitat Valenciana al Mérito Cultural 2017, otorgada por la Generalitat Valenciana .
- Galardón de Oro de la Mancomunidad de la Ribera Alta, otorgado por esta Mancomunidad en octubre de 2018.

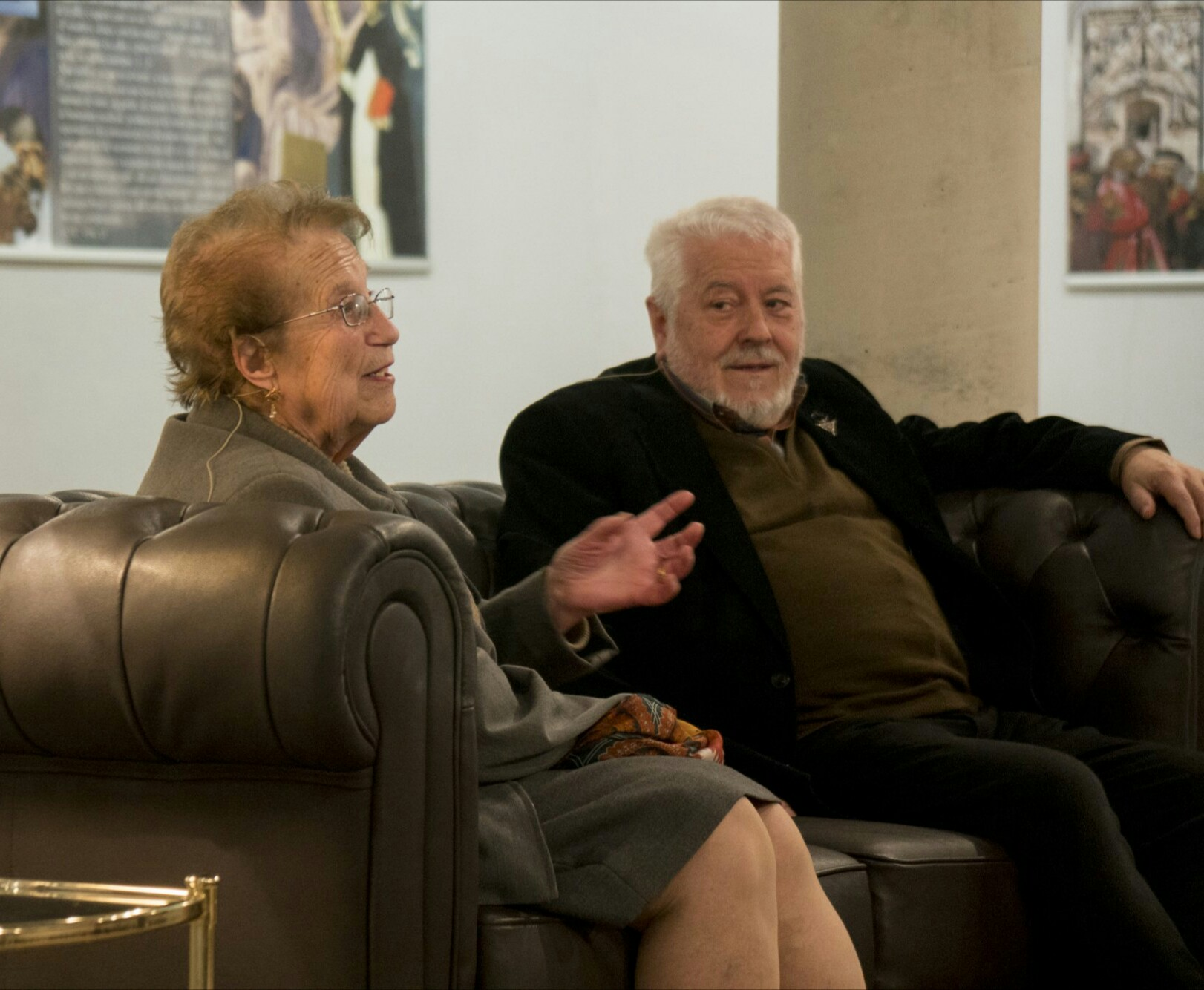
Didin Puig y Jesús Huguet conversan en el centro Espai Joan Fuster de Sueca

## Libros publicados
- Vaig a dir-te 4 coses,  presentado en Valencia el 14 de abril de 2010. Un dietario coescrito con el periodista villarrealense Josep Parra, con quien prepara la edición de su segundo libro: I tu què en saps?  [5]
- I tu què en saps? (de los dinosaurios de Morella a las salinas de Torrevieja) ,  (2016) Ediciones 96. Presentado en Villarreal el 20 de abril de 2016. Una agenda en la que toman la palabra las niñas y niños de una escuela muy particular, con una historia para cada día del año.
- Cartes a Olivier. I tu què feies per a ser antifranquista? [6] (2021) Ediciones 96. Una recopilación de cuarenta cartas breves en las que Didín explica a su "nieto" Olivier algunos sucesos de su vida en Benimodo, París y Valencia, mientras luchaba por la libertad y la democracia. El libro cuenta con unas notas contextuales de Natxo Escandell García.